# Pont-rivière de Dière
Le pont-rivière de Dière, aussi appelé pont-canal de Dière, est un pont-rivière de France situé en Haute-Savoie, dans la vallée de l'Arve. Il permet au torrent de Dière qui descend de la chaîne des Aravis à l'ouest de franchir l'autoroute A40 juste avant sa confluence avec l'Arve.